# Cena Izvestijí 1981
Patnáctý ročník Ceny Izvestijí se konal od 16. do 21. 12. 1981 v Moskvě. Zúčastnila se čtyři reprezentační mužstva, která se utkala jednokolovým systémem každý s každým. Turnaj pokračoval zápasy o umístění, které se započítávaly do tabulky a rozhodovaly o umístění zvlášť mezi prvním a druhým a mezi třetím a čtvrtým z původního pořadí v tabulce.

## Výsledky a tabulka
|    |         | SSSR          | ČSSR           | SWE     | FIN    | V | R | P | Skóre | B |
| 1. | SSSR    | Sovětský svaz | 2:1            | 4:2     | 3:2    | 4 | 0 | 0 | 13:8  | 8 |
| 2. | ČSSR    | 3:4*          | Československo | 4:4     | 9:2    | 1 | 1 | 2 | 17:12 | 3 |
| 3. | Švédsko | 2:4           | 4:4            | Švédsko | 2:6    | 1 | 1 | 2 | 12:16 | 3 |
| 4. | Finsko  | 2:3           | 2:9            | 2:4*    | Finsko | 1 | 0 | 3 | 12:18 | 2 |

- Zápasy o umístění se započítávaly do tabulky.

 Švédsko –  Československo 4:4 (0:1, 2:2, 2:1)
16. prosince 1981 – Moskva

Branky a nahrávky Švédska: 22:31 Mats Ulander, 25:21 Mats Ulander (Thomas Rundqvist), 45:10 Tommy Mörth, 56:25 Patrik Sundström (Tommy Själin).

Branky a nahrávky Československa: 15:47 František Černík (Miloslav Hořava), 24:06 Jaroslav Korbela (Milan Nový), 35:25 František Černík (Milan Nový), 43:21 Vincent Lukáč.

Rozhodčí: Alexandr Fedotov (URS) – Michail Galinovskij (URS), Alexandr Fedosejev (URS)

Vyloučení: 5:3 (využití 1:0)
ČSSR: Karel Lang – Eduard Uvíra, Miloslav Hořava, Arnold Kadlec, Stanislav Hajdušek, Peter Slanina, Antonín Plánovský, Milan Chalupa, Miroslav Dvořák – Jaroslav Korbela, Milan Nový, František Černík – Jiří Lála, Jindřich Kokrment, Lubomír Pěnička – Vincent Lukáč, Peter Ihnačák, Igor Liba – Jiří Hrdina, Dušan Pašek, František Černý.
Švédsko: Peter Lindmark – Göran Lindblom, Mats Thelin, Thomas Eriksson, Roger Hägglund, Tommy Samuelsson, Jan Eriksson – Peter Sundström, Patrik Sundström, Ulf Isaksson – Mats Näslund, Ove Olsson, Tommy Mörth – Håkan Loob, Thomas Rundqvist, Mats Ulander – Hasse Sjöö, Hans Edlund, Tommy Själin.
 SSSR –  Finsko 3:2 (1:0, 1:1, 1:1)
16. prosince 1981 – Moskva

Branky SSSR: 12. Viktor Žluktov, 40. Sergej Světlov, 52. Andrej Chomutov.

Branky Finska: 24. Timo Sussi, 41. Esa Peltonen.

Rozhodčí: Nilsson (SWE) – Anatolij Barinov (URS), Igor Prusov (URS)

Vyloučení: 4:3 (využití 0:1)
SSSR: Vladislav Treťjak – Alexej Kasatonov, Vjačeslav Fetisov, Valerij Vasiljev, Vladimir Zubkov, Zinetula Biljaletdinov, Vasilij Pěrvuchin, Irek Gimajev, Sergej Babinov – Sergej Makarov, Igor Larionov, Vladimir Krutov – Viktor Šalimov, Sergej Šepelev, Alexandr Koževnikov – Alexandr Malcev, Vladimir Golikov, Sergej Světlov – Nikolaj Drozděckij, Viktor Žluktov, Andrej Chomutov.
Finsko: Hannu Lassila – Timo Nummelin, Lasse Litma, Seppo Suoraniemi, Juha Huikari, Pertti Lehtonen, Raimo Hirvonen, Kari Heikkilä, Hannu Helander – Håkan Hjerpe, Markku Hakulinen, Esa Peltonen – Jari Lindgren, Hannu Koskinen, Timo Susi – Erkki Laine, Jarmo Mäkitalo, Markku Kiimalainen -Jorma Sevon, Kari Jalonen, Pekka Arbelius.
 Švédsko –  Finsko 2:6 (1:2, 0:3, 1:1)
18. prosince 1981 – Moskva

Branky Švédska: 4. Mats Ulander, 57. Thomas Eriksson 

Branky Finska: 11. Jari Lindgren, 17. Pertti Lehtonen, 22. Jorma Sevon, 26. Jari Lindgren, 27. Markku Hakulinen, 49. Esa Peltonen

Rozhodčí: Vladimír Šubrt (TCH) – Jurij Smirnov (URS), Rais Fasachutdinov (URS)

Vyloučení: 4:6 (využití 1:1)
Švédsko: Göte Wälitalo (26. Peter Lindmark) – Göran Lindblom, Mats Thelin, Tommy Samuelsson, Jan Eriksson, Thomas Eriksson, Roger Hägglund – Peter Sundström, Patrik Sundström, Ulf Isaksson – Håkan Loob, Ove Olsson, Mats Ulander – Hasse Sjöö (30. Tommy Mörth), Harald Lückner, Tommy Själin.
Finsko: Hannu Kamppuri – Timo Nummelin, Lasse Litma, Seppo Suoraniemi, Hannu Helander, Pertti Lehtonen, Raimo Hirvonen - Håkan Hjerpe, Markku Hakulinen, Esa Peltonen – Jorma Sevon, Kari Jalonen, Markku Kiimalainen - Timo Susi, Jari Lindgren, Hannu Koskinen – Erkki Laine, Jarmo Mäkitalo.
 SSSR –  Československo 2:1 (1:0, 1:1, 0:0)
18. prosince 1981 – Moskva

Branky a nahrávky SSSR: 18:33 Viktor Žluktov (Viktor Šalimov), 21:13 Viktor Šalimov.

Branky a nahrávky Československa: 38:31 Jiří Hrdina (Milan Chalupa).

Rozhodčí: Pertti Juhala (FIN) – Anatolij Barinov (URS), Igor Prusov (URS)

Vyloučení: 7:8 navíc Sergej Šepelev na 10 min.
ČSSR: Karel Lang – Arnold Kadlec, Stanislav Hajdušek, Peter Slanina, Antonín Plánovský, Milan Chalupa, Miroslav Dvořák, Eduard Uvíra, Miloslav Hořava – Jiří Lála, Jindřich Kokrment, Lubomír Pěnička – Vincent Lukáč, Peter Ihnačák, Igor Liba – Jiří Hrdina, Dušan Pašek, František Černý – Jaroslav Korbela, Milan Nový, František Černík.
SSSR: Vladislav Treťjak – Alexej Kasatonov, Vjačeslav Fetisov, Valerij Vasiljev, Vladimir Zubkov, Zinetula Biljaletdinov, Vasilij Pěrvuchin, Irek Gimajev, Sergej Babinov – Sergej Makarov, Igor Larionov, Vladimir Krutov – Viktor Šalimov, Sergej Šepelev, Alexandr Koževnikov – Alexandr Malcev, Vladimir Golikov, Sergej Světlov – Nikolaj Drozděckij, Viktor Žluktov, Andrej Chomutov.
 SSSR –  Švédsko 4:2 (0:0, 3:1, 1:1)
20. prosince 1981 – Moskva

Branky SSSR: 1:0 27. Alexandr Koževnikov, 2:0 27. Sergej Šepelev, 34. Vladimir Krutov, 54. Sergej Makarov.

Branky Švédska: 29. Ove Olsson, 59. Håkan Loob.

Rozhodčí: Pertti Juhola (FIN) – Jurij Smirnov (URS), Rais Fasachutdinov (URS)

Vyloučení: 2:2 (využití 1:0, v oslabení 1:0)
SSSR: Vladimir Myškin - Alexej Kasatonov, Vjačeslav Fetisov, Valerij Vasiljev, Vladimir Zubkov, Zinetula Biljaletdinov, Vasilij Pěrvuchin, Irek Gimajev, Sergej Babinov – Sergej Makarov, Igor Larionov, Vladimir Krutov – Viktor Šalimov, Sergej Šepelev, Alexandr Koževnikov – Alexandr Malcev, Vladimir Golikov, Sergej Světlov – Nikolaj Drozděckij, Viktor Žluktov, Andrej Chomutov.
Švédsko: Göte Wälitalo – Göran Lindblom, Mats Thelin, Håkan Nordin, Jan Eriksson, Thomas Eriksson, Tommy Samuelsson - Peter Sundström, Patrik Sundström, Ulf Isaksson – Mats Näslund, Ove Olsson, Tommy Mörth – Håkan Loob, Ove Olsson, Mats Ulander – Harald Lückner, Hans Edlund, Tommy Själin.
 Československo –  Finsko 9:2 (2:0, 3:2, 4:0)
20. prosince 1981 – Moskva

Branky a nahrávky Československa: 2:48 Igor Liba (Peter Ihnačák), 4:46 Dušan Pašek, 21:02 Stanislav Hajdušek (Lubomír Pěnička), 25:13 Igor Liba, 36:46 Jiří Lála (František Černík), 44:20 Jiří Lála (Jindřich Kokrment), 49:49 Peter Ihnačák (Igor Liba), 53:25 František Černík (Jaroslav Korbela), 57:40 Milan Nový.

Branky a nahrávky Finska: 27:16 Raimo Hirvonen (Markku Kiimalainen), 37:54 Pertti Lehtonen (Markku Hakulinen).

Rozhodčí: Nilsson (SWE) – Michail Galinovskij (URS), Alexandr Fedosejev (URS)

Vyloučení: 6:6 (využití 2:1)
ČSSR: Jiří Králík – Eduard Uvíra, Miloslav Hořava, Arnold Kadlec, Stanislav Hajdušek, Milan Chalupa, Miroslav Dvořák – Jaroslav Korbela, Milan Nový, František Černík – Jiří Lála, Jindřich Kokrment, Lubomír Pěnička – Jiří Hrdina, Dušan Pašek, František Černý – Vincent Lukáč, Peter Ihnačák, Igor Liba.
Finsko: Hannu Lassila – Kari Heikkilä, Hannu Helander, Seppo Suoraniemi, Juha Huikari, Timo Nummelin, Lasse Litma, Pertti Lehtonen, Raimo Hirvonen - Håkan Hjerpe, Markku Hakulinen, Esa Peltonen – Jorma Sevon, Kari Jalonen, Markku Kiimalainen – Jari Lindgren, Hannu Koskinen, Timo Susi – Erkki Laine, Jarmo Mäkitalo.

### Finále
SSSR –  Československo 4:3 (2:2, 0:1, 2:0)
21. prosince 1981 – Moskva

Branky a nahrávky SSSR: 2:00 Sergej Šepelev (Alexandr Koževnikov), 5:26 Igor Larionov (Vladimir Krutov), 42:17 Sergej Šepelev (Alexandr Koževnikov), 46:11 Valerij Vasiljev.

Branky a nahrávky Československa: 5:43 Vincent Lukáč, 9:26 Dušan Pašek, 38:26 Dušan Pašek (Jiří Hrdina).

Rozhodčí: Nilsson (SWE) – Michail Galinovskij (URS), Alexandr Fedosejev (URS)

Vyloučení: 7:9 (využití 2:0)
ČSSR: Jiří Králík (6. Karel Lang) – Arnold Kadlec, Stanislav Hajdušek, Eduard Uvíra, Miloslav Hořava, Milan Chalupa, Miroslav Dvořák – Jiří Lála, Jindřich Kokrment, Lubomír Pěnička – Vincent Lukáč, Peter Ihnačák, Igor Liba – Jiří Hrdina, Dušan Pašek, František Černý – Jaroslav Korbela, Milan Nový, František Černík.
SSSR: Vladislav Treťjak – Alexej Kasatonov, Vjačeslav Fetisov, Valerij Vasiljev, Vladimir Zubkov, Irek Gimajev, Sergej Babinov, Zinetula Biljaletdinov, Vasilij Pěrvuchin – Sergej Makarov, Igor Larionov, Vladimir Krutov – Viktor Šalimov, Sergej Šepelev, Alexandr Koževnikov – Andrej Chomutov, Viktor Žluktov, Nikolaj Drozděckij – Alexandr Malcev, Vladimir Golikov, Sergej Světlov.

### O 3. misto
Švédsko –  Finsko 4:2 (1:1, 1:0, 2:1)
21. prosince 1981 – Moskva

Branky Švédska: 19. Tommy Mörth, 40. Mats Näslund, 42. Ove Olsson, 47. Patrik Sundström 

Branky Finska: 8. Erkki Laine, 55. Pertti Lehtonen

Rozhodčí: Vladimír Šubrt (TCH) – Jurij Smirnov (URS), Igor Prusov (URS)

Vyloučení: 6:4 (využití 1:2)
Švédsko: Peter Lindmark - Göran Lindblom, Mats Thelin, Håkan Nordin, Jan Eriksson, Thomas Eriksson, Tommy Samuelsson - Tommy Själin, Patrik Sundström, Ulf Isaksson – Mats Näslund, Ove Olsson, Tommy Mörth – Håkan Loob, Thomas Rundqvist, Mats Ulander.
Finsko: Hannu Kamppuri – Timo Nummelin, Lasse Litma, Seppo Suoraniemi, Juha Huikari, Pertti Lehtonen, Raimo Hirvonen - Håkan Hjerpe, Markku Hakulinen, Esa Peltonen –
Jorma Sevon, Kari Jalonen, Markku Kiimalainen - Timo Susi, Jari Lindgren, Hannu Koskinen – Erkki Laine, Jarmo Mäkitalo.

## Statistiky

### Nejlepší hráči
| Brankář | Vladislav Treťjak |
| Obránce | Miroslav Dvořák   |
| Útočník | Viktor Šalimov    |

### Kanadské bodování
| Poř. | Kanadské bodování | Branky | Přihrávky | Body |
| ---- | ----------------- | ------ | --------- | ---- |
| 1.   | Sergej Šepelev    | 3      | 1         | 4    |
| 1.   | František Černík  | 3      | 1         | 4    |
| 3.   | Mats Ulander      | 3      | 0         | 3    |
| 3.   | Perti Lehtonen    | 3      | 0         | 3    |
| 3.   | Dušan Pašek       | 3      | 0         | 3    |